# Arahal
Arahal è un comune spagnolo di 19 150 abitanti situato nella comunità autonoma dell'Andalusia.